# Bertrand Gachot
Bertrand Gachot, född 23 december 1962 i Luxemburg, är en fransk racerförare. 

## Racingkarriär
Gachot började köra karting vid 15 års ålder. 1984 hoppade han av sina universitetsstudier för att istället ägna sig åt racing i Formel Ford 1600 och senare i Formel Ford 2000, vilket han lyckades väl med. Han blev bl.a. brittisk Formel Ford 2000-mästare 1986. Året efter tävlade Gachot i det Brittiska F3-mästerskapet för toppstallet West Surrey Racing och kom tvåa efter britten Johnny Herbert. Sedan körde han formel 3000 för  Spirit Racing men hans pengar tog slut och han fick då lämna tävlandet. 
Gachot lyckades 1989 få uppbackning från den excentriske belgiske miljonären Jean-Pierre Van Rossem och kunde därmed återuppta sin karriär som förare och denna gång blev det i formel 1 för Onyx. 
Gachot fick sparken under hösten efter att i belgisk press ha gjort kontroversiella uttalanden som ansågs var skadliga för stallet. Han fick en förarplats i Rial Racing i de två sista loppen 1989, men han lyckades inte kvalificera sig. 1990 kom han till Coloni-stallet, vilket blev ett totalt fiasko, men lyckades trots detta prata sig till en förarplats i det nya stallet Jordan 1991. Han visade bra resultat och körde in på poängplats i tre lopp. Samma år vann han också Le Mans 24-timmars tillsammans med Johnny Herbert och Volker Weidler i en Mazda. 
Tidigare under året hade Gachot varit inblandad i en trafikincident med en taxi i London som slutade med att Gachot sprejade tårgas på taxichauffören. Eftersom tårgasflaskor var förbjudna i Storbritannien dömdes Gachot till sex månaders fängelse i augusti 1991. Hans förarplats i Jordan övertogs av den unge tysken Michael Schumacher, samtidigt som Gachots egen karriär råkade i fritt fall. 
Efter att Gachot släppts fri återupptog han sin F1-karriär hos Larrousse, men det stallets bilar var inte konkurrensdugliga. Han lyckades dock nå en sjätteplats i Monacos Grand Prix 1992 i sin Venturi-Lamborghini. 1993 han lämnade han F1 och körde ett par standardvagnslopp och ett one-off CART-lopp för Dick Simon Racing. 1994 kom Gachot tillbaka som formel 1-förare hos och senare som delägare i Pacific men stallet var underfinansierat och nådde inga resultat. Gachot lämnade racing totalt efter ett misslyckat försök i en Ssangyong sportvagn i Le Mans 24-timmars.

## F1-karriär
| Säsong | Stall/Tillverkare                 | Poäng | Placering |
| ------ | --------------------------------- | ----- | --------- |
| 1989   | Onyx-Ford Rial-Ford               | 0     | –         |
| 1990   | Coloni-Subaru Coloni-Ford         | 0     | –         |
| 1991   | Jordan-Ford Larrousse (Lola-Ford) | 4 0   | 13        |
| 1992   | Larrousse (Venturi-Lamborghini)   | 1     | 17        |
| 1994   | Pacific-Ilmor                     | 0     | –         |
| 1995   | Pacific-Ford                      | 0     | –         |

| 1. Ungern 1991 | 1. Kanada 1992 |